# 四万十層群
四万十層群（しまんとそうぐん、英: Shimanto group）は、房総半島から関東山地、赤石山脈、紀伊山地、四国山地南部、九州山地南部を経て沖縄本島までの長さ1,800kmにわたって帯状に分布する層群である。四万十累層（しまんとるいそう）とも呼ばれる。
四万十層群を基盤とする地域は地質学において四万十帯（しまんとたい）と呼ばれ、西南日本外帯に属する。

## 構造
主として砂岩、泥岩、チャート、玄武岩、斑れい岩などが複雑に重なり合った地層からなり、各所に海底地すべりの痕跡を残す地層や変成作用を受けた地層が挟み込まれている。北側には秩父帯または三宝山層群（三宝山帯）が隣接し仏像構造線によって区切られているが、南側の境界は明瞭ではない。大きく四万十層群北帯と四万十層群南帯に分類される。

## 形成
中生代白亜紀から新生代古第三紀にかけて形成された典型的な付加体である。海洋地殻とその上に堆積した砂や泥が海溝に沈み込む際に衝上断層によって多数の地塊に分割され、傾斜しながら地上に押し上げられて地表に露出した。このため個々の地塊の中では北部ほど新しい地層であるが、全体としては南部ほど新しい地層となっている。

## 研究史
1926年、地質学者の江原真伍によって四万十川流域に分布する地層群が「四万十統」と名付けられ、後に日本列島南部に分布する中生代以降に形成された付加体からなる地層群の総称として用いられるようになった。単調で鍵層が少なく、断層や褶曲による変形が著しい上に、大型化石が乏しいことから年代の特定が難しく、本格的な研究が進んだのは放散虫・有孔虫などの微化石研究や古地磁気学が進歩した1960年代以降である。
1980年代、研究の進展に伴い、従来は秩父帯と考えられていた紀伊半島東部の地層が四万十層群であることがわかり、日本の地質図が大きく書き換えられることになった。

## 分布

### 関東地方
関東地方南東部においては、房総半島の嶺岡山地にわずかに露出している程度であるが、地下では基盤地層として存在していると考えられている。関東地方西部に横たわる関東山地の中部から南部にかけて広く露出しており、小河内層群、大滝層群、川上層群、小仏層群、増富層群、相模湖層群などに分けられる。

### 中部地方
糸魚川静岡構造線より西側の赤石山脈に広く分布し、東から瀬戸川層群、三倉層群、犬居層群、寸又川層群、白根層群、赤石層群に分けられる。南から北へ進むにつれて幅が狭くなっている。

### 近畿地方
紀伊半島中部から南部にかけて広く分布し、北から日高川層群、音無川層群、牟婁層群に分けられる。紀伊半島東部は秩父帯が欠落しており、四万十層群が中央構造線を挟んで領家帯と隣接している。

### 四国地方
四国山地南部に広く分布する。四国東部では安芸構造線を挟んで北帯と南帯に分けられる。四国西部では北から新荘川層群、大正層群、幡多層群、三崎層群に分けられる。

### 九州地方
九州山地南部に広く分布し、北から佐伯層群、蒲江層群、北川層群、日向層群などに分けられる。このほか出水山地、揖宿山地、高隈山地、鰐塚山地にも分布し、川辺層群、日向層群、日南層群などに分けられる。薩摩半島および大隅半島において広く基盤地層として存在しているが、火山群やシラスなど火山噴出物に覆われているため、露出している場所は少ない。

### 南西諸島
種子島と屋久島の熊毛層群、奄美大島東部の名瀬層、沖縄島の国頭層群などが四万十層群に相当する。